# Sư đoàn 370, Quân đội nhân dân Việt Nam
Sư đoàn Không quân 370 (Đoàn Sơn Trà, sau này đổi thành Đoàn Biên Hòa) của Không quân Nhân dân Việt Nam, được thành lập ngày 30 tháng 10 năm 1975 với tại sân bay Đà Nẵng, sau chuyển về sân bay Tân Sơn Nhất. Sư đoàn có nhiệm vụ nhiệm vụ bảo vệ vùng trời, chủ quyền biển đảo, biên giới, thềm lục địa phía Nam Tổ quốc.

## Lịch sử
Sư đoàn Không quân 370 được thành lập vào ngày 30 tháng 10 năm 1975 tại sân bay Đà Nẵng, với nhiệm vụ ban đầu là tiếp nhận các kho tàng, trang thiết bị bị bỏ lại của Không lực Việt Nam Cộng hòa và củng cố, bảo vệ Tổ quốc từ đèo Hải Vân đến cực nam. Ban đầu, biên chế của Sư đoàn chỉ gồm một Trung đoàn Tiêm kích 925 và một phi đội trinh sát cơ U-17. Sư đoàn Không quân 370 đã chiến đấu tích cực trong cuộc đấu tranh chống FULRO và Chiến dịch biên giới Tây Nam (1978-1988).
Năm 1987, với mệnh lệnh từ Bộ Quốc phòng, sư đoàn chuyển căn cứ về sân bay Tân Sơn Nhất. Sư đoàn tiếp nhận các đơn vị do Sư đoàn Không quân 372 bàn giao, gồm Trung đoàn Trực thăng 917 (còn gọi là đoàn Đồng Tháp) và 2 Trung đoàn Tiêm kích 935 (đoàn Đồng Nai) và Trung đoàn Tiêm kích 937 (đoàn Hậu Giang), đều thành lập vào ngày 21 tháng 5 năm 1975.
Nhiệm vụ hiện nay của sư đoàn là bảo vệ vùng trời, vùng biển, đất liền phía Nam Việt Nam.

## Tổ chức
- Trung đoàn Trực thăng 917 (Đoàn Đồng Tháp).[3][4]
- Trung đoàn Tiêm kích 935[5]
- Trung đoàn Tiêm kích 937[6]

## Ban Chỉ huy
- Sư đoàn trưởng: Đại tá Cù Đức Hường
- Chính ủy: Đại tá Lê Văn Hợi
- Phó sư đoàn trưởng/TMT: Đại tá Đỗ Mạnh Hùng
- Phó sư đoàn trưởng/Quân sự:Thượng tá Phan Việt Anh
- Phó sư đoàn trưởng/Quân huấn: Đại  tá Trần Đức Ba
- Phó Chính ủy: Đại tá Nguyễn Quốc Long

## Trang bị hiện nay
Hiện nay, sư đoàn được trang bị chủ yếu là các loại trực thăng vận tải và trực thăng chiến đấu Mil Mi-8/17, UH-1, các máy bay cường kích và máy bay tiêm kích đa năng Su-22M4, Su-30MK2.